# 블루 라이트 요코하마
〈블루 라이트 요코하마〉(일본어: ブルー・ライト・ヨコハマ)는 일본의 여가수 이시다 아유미의 26번째 싱글로, 1968년 12월 25일 발매되었다. (7" Vinyl: LL-10081-J) 요코하마를 소재로 한 곡 중에서 가장 널리 알려져있는 곡들 중 하나로, 2008년 요코하마 항 개항 150주년을 기념한 '요코하마 노래' 설문에서 2위를 차지한 동요 〈빨간 구두〉를 압도적으로 제치고 1위를 차지했다. 동시에 이시다 아유미의 첫 오리콘 싱글 차트 1위곡이며, 1969년에 열린 제 20회 NHK 홍백가합전에 이 곡으로 첫 출전하게 된다. 이후 73년(24회)과 93년(44회)에서도 이 곡을 선보였다. 누계 판매량은 150만 장 이상으로 알려져있다.
작사가 하시모토 준(橋本淳)의 말에 따르면 곡의 이미지는 항구가 보이는 언덕 공원(港の見える丘公園)에서 바라본 요코하마와, 유럽 방문 중 보았던 칸의 아름다운 야경의 모습을 합쳐서 표현한 것이다. 작곡가 츠츠미 쿄헤이(筒美京平)는 제 11회 일본레코드대상에서 작곡상을 수상했다. B사이드 곡은 〈내일부터 영원히〉이며 작사자 및 작곡자는 동일하다.
이 싱글은 두 번 더 발매되었으며, 모든 판이 B사이드 곡이 각기 다르다. 먼저 1976년 7월에 재발매되며, 이 판의 B사이드는 〈싸움 뒤엔 입맞춤을〉이다. (7" Vinyl: PK-11) 마지막은 1991년 7월에 발매되었으며, B사이드는 이시다의 또다른 히트곡 〈당신이라면 어떻게 할 건가요〉다. (8cm CD: CODA-8885) 한편 이 곡은 2008년 12월부터 요코하마역의 열차 접근 멜로디로도 사용되고 있다.

## 수록곡
| #            | 제목                                                        | 작사         | 작곡          | 재생 시간 |
| ------------ | ----------------------------------------------------------- | ------------ | ------------- | --------- |
| 1.           | 〈〈블루 라이트 요코하마〉〉                                | 하시모토 준  | 츠츠미 쿄헤이 | 3:05      |
| 2.           | 〈〈내일부터 영원히〉〉 (明日より永遠に 아스요리 토와니[*]) | 하시모토 준  | 츠츠미 쿄헤이 | 3:30      |
| 총 재생 시간 | 총 재생 시간                                                | 총 재생 시간 | 총 재생 시간  | 6:35      |

| #            | 제목                                                                          | 작사          | 작곡            | 재생 시간 |
| ------------ | ----------------------------------------------------------------------------- | ------------- | --------------- | --------- |
| 1.           | 〈〈블루 라이트 요코하마〉〉                                                  | 하시모토 준   | 츠츠미 쿄헤이   |           |
| 2.           | 〈〈싸움 뒤엔 입맞춤을〉〉 (喧嘩のあとでくちづけを 켄카노아토데쿠치즈케오[*]) | 나카니시 레이 | 나카무라 타이지 |           |
| 총 재생 시간 | 총 재생 시간                                                                  | 총 재생 시간  | 총 재생 시간    | 0:00      |

| #            | 제목                                                                         | 작사          | 작곡          | 재생 시간 |
| ------------ | ---------------------------------------------------------------------------- | ------------- | ------------- | --------- |
| 1.           | 〈〈블루 라이트 요코하마〉〉                                                 | 하시모토 준   | 츠츠미 쿄헤이 |           |
| 2.           | 〈〈블루 라이트 요코하마〉〉 (Original Karaoke)                              |               |               |           |
| 3.           | 〈〈당신이라면 어떻게 할 건가요〉〉 (あなたならどうする 아나타나라도스루[*]) | 나카니시 레이 | 츠츠미 쿄헤이 |           |
| 4.           | 〈〈당신이라면 어떻게 할 건가요〉〉 (Original Karaoke)                       |               |               |           |
| 총 재생 시간 | 총 재생 시간                                                                 | 총 재생 시간  | 총 재생 시간  | 0:00      |